# Col du Grand-Saint-Bernard
Pour les articles homonymes, voir Saint-Bernard.
Le col du Grand-Saint-Bernard, anciennement appelé col du Mont-Joux (en valdôtain Col du gran Sèn Bernard, en töitschu Dan Gruassen Beerg), est un col de montagne routier des Alpes pennines, situé à 2 469 mètres d'altitude en Valais sur la commune de Bourg-Saint-Pierre en Suisse. La frontière avec l'Italie (commune de Saint-Rhémy-en-Bosses) passe quelques centaines de mètres au sud-ouest du col. Il sépare la vallée du même nom, en Vallée d'Aoste au sud, du val d'Entremont, situé en Valais au nord et constitue un passage entre le mont Mort et la pointe de Drône, tous deux situés sur la frontière italio-suisse. C'est le troisième plus haut col routier des Alpes suisses et le septième plus haut d'Italie.

## Histoire

### Préhistoire
Au Néolithique, le col aurait servi de passage pour les premiers habitants du Valais qui se seraient approvisionnés en pierres en vallée d'Aoste. Les mouvements de population ont dû se poursuivre jusqu'à l'âge du fer et certainement durant la période de la Tène.

### Antiquité
La première mention historique des habitants de la vallée d'Aoste, les Salasses, remonte à leur défaite face aux Romains en 133 av. J.-C. Selon Tite-Live, les Celtes Boïens et Lingons franchirent le col, peut-être avant de s'installer en Gaule cisalpine au IVe siècle av. J.-C.
Certaines interprétations historiques erronées, réfutées par Tite-Live, y faisaient passer l'armée d'Hannibal Barca et ses éléphants en 218 av. J.-C.
L'histoire du col suit celle de la province romaine des Alpes pennines. L'antique voie romaine, avec tranchées, ponts et tunnels existe toujours, elle longe en contrebas l'actuelle route d'accès au col.
Le col prit le nom de col du Mont-Joux (du latin Mons Jovis, « mont de Jupiter »). Le col est le point culminant et l'un des passages les plus difficiles de la via Francigena, chemin de pèlerinage menant à Rome, dont l'itinéraire le plus ancien est donné par Sigéric de Cantorbéry, en 990 ; ce dernier n'a pas dormi sur le col, mais à Bourg-Saint-Pierre, puis à Saint-Rhémy-en-Bosses. Le col est également cité par Nikulas de Munkathvera dans le Leiðarvísir, récit de voyage rédigé vers 1155.

### Moyen Âge
Le col du Mont-Joux, lieu de passage privilégié des commerçants et des pèlerins, était le lieu de nombreux brigandages. Au XIe siècle, saint Bernard de Menthon, qui eut pitié des malheureux qui y mouraient régulièrement, obtint de l'évêque d'Aoste qu'une expédition délivrât le lieu des brigands et que l'hospice détruit fût reconstruit (en l'an 968) pour héberger et secourir les voyageurs. C'est ainsi qu'en reconnaissance le col prit par la suite le nom de son bienfaiteur[réf. souhaitée]. L'hospice fut ensuite placé sous la juridiction de l'évêque de Sion, préfet et comte du Valais[réf. souhaitée]. Cette particularité explique le fait que l'intégralité du col se situe aujourd'hui en territoire suisse. Ce col fut l'un des passages principaux entre le sud et le nord des Alpes jusqu'au XIVe siècle et l'aménagement du col du Saint-Gothard[réf. souhaitée]. Le col du Grand-Saint-Bernard est maintenant connu pour son hospice et ses chiens homonymes.
À partir du haut Moyen Âge, le col a été concerné par le marronnage.

### XVIIIeetXIXesiècles

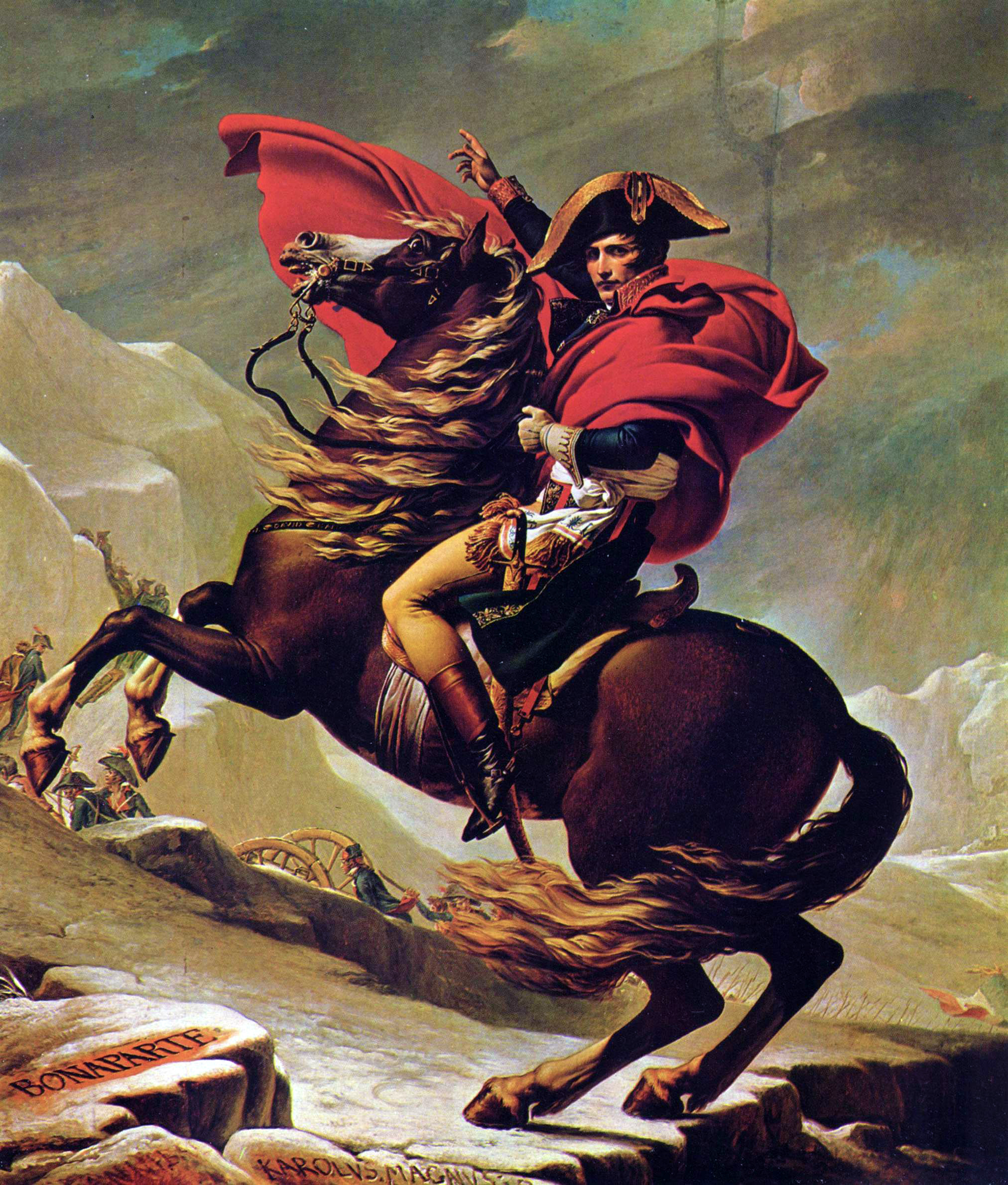
Bonaparte franchissant le Grand-Saint-Bernard, par David.

Bonaparte y passa en mai 1800 avec 40 000 hommes, lors de la campagne d'Italie. Le peintre David immortalisa cet instant dans une œuvre artistique majeure : Le Premier Consul franchissant les Alpes au col du Grand-Saint-Bernard, où il représente un Bonaparte monté sur un cheval fougueux, alors qu'en réalité il montait un mulet, bête jugée plus sûre pour les sentiers de haute montagne.

### Époque contemporaine

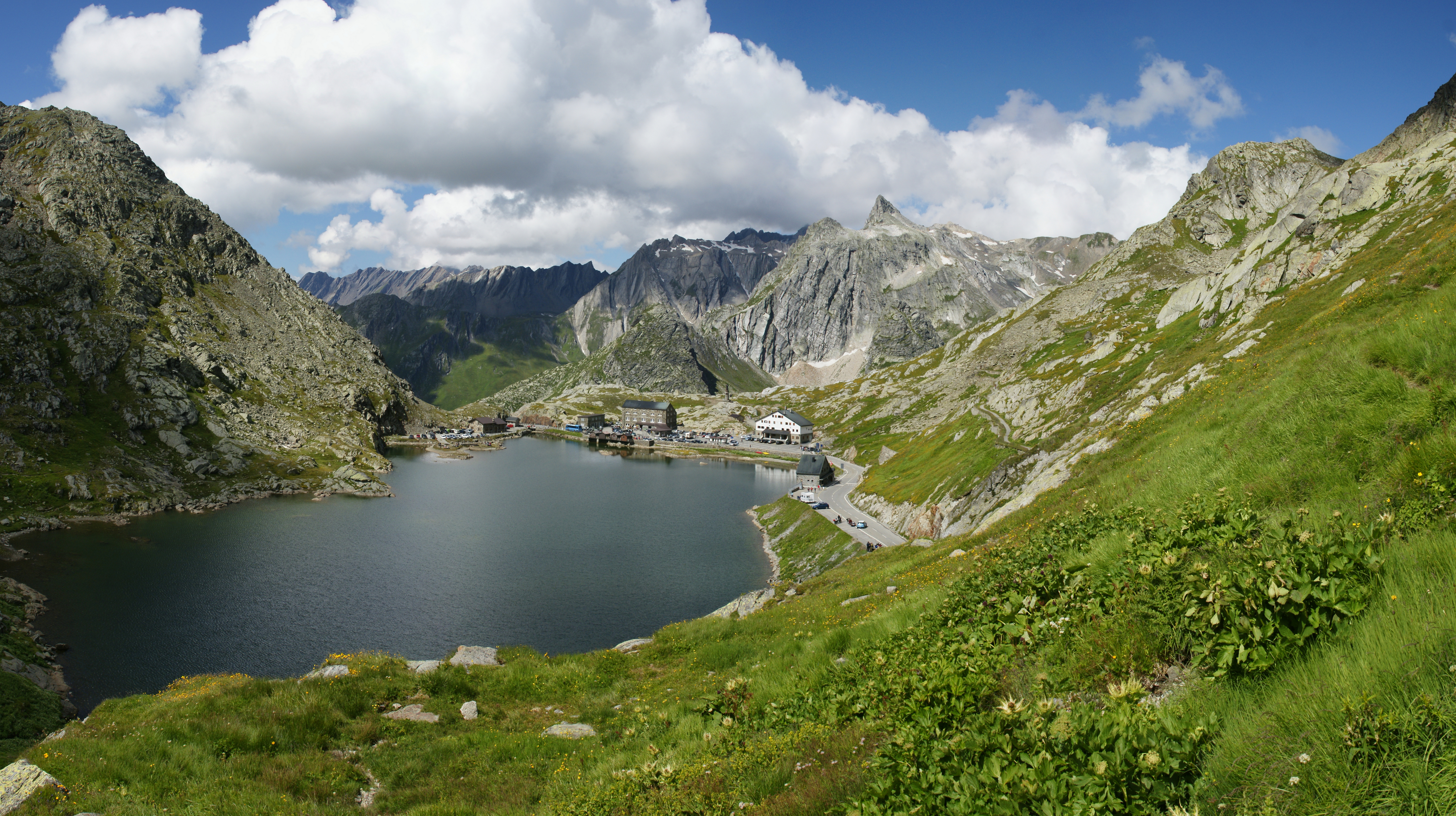
Vue au col du Grand-Saint-Bernard sur le poste frontière et la partie italienne.

La route carrossable, tracée en 1905 et ayant une déclivité de 9 %, n'est praticable que lorsque la neige a suffisamment fondu, à la belle saison. Elle est doublée par un tunnel routier payant de 5 850 mètres creusé en 1964, qui abrite la route européenne 27. La route d'accès au tunnel est couverte, l'entrée nord, côté Valais se situe à 1 918 mètres d'altitude et l'entrée sud, côté valdôtain à 1 875 mètres, la liaison transalpine est donc praticable toute l'année.
Le col du Grand-Saint-Bernard était relié depuis le 1er juillet 1953 par un service de car postal entre Aoste et Martigny, deux fois par jour, lorsque les conditions climatiques permettaient son franchissement et qu'il n'y avait pas encore le tunnel. Depuis l'ouverture du tunnel, la liaison directe en car postal de Martigny à Aoste évite le col. Cette liaison, passant par le col, était le fruit de l'initiative de la compagnie du chemin de fer Martigny–Orsières et de la maison Tosco et Bordon d'Aoste. Lors de l'inauguration, le 26 juin 1953, les orateurs furent unanimes pour célébrer les relations d'amitiés entre les deux pays voisins, mais il fut également reporté, que la route du côté italien était en meilleur état et qu'elle serait entièrement goudronnée d'ici une année, mais que du côté suisse, aucun travail de réfection n'avait encore été fait, en particulier entre Liddes et le col. L'impression générale dans l'assemblée, fut que la route du côté suisse était « volontairement » abandonnée, bien qu'elle soit classée route nationale, alors que l'Italie, malgré sa participation aux deux guerres mondiales, avait mieux entretenu la route.
De nos jours, du côté suisse, lorsque la route est ouverte à la circulation, le col est relié en transport public, en train de Martigny à Orsières et en car postal d'Orsières au col, ou de Martigny à Bourg-Saint-Pierre en car postal et par un autre car postal de Bourg-Saint-Pierre au col. Du côté italien, l'entreprise Arriva Italie gère la ligne Aoste-Martigny.

## Climat
La station météorologique située au col a enregistré une rafale à 268 km/h le	27 février 1990 lors de la tempête Vivian, il s'agit du record de Suisse.
| Mois                                        | jan.          | fév.  | mars | avril | mai           | juin | jui. | août | sep. | oct. | nov.          | déc. | année |
| ------------------------------------------- | ------------- | ----- | ---- | ----- | ------------- | ---- | ---- | ---- | ---- | ---- | ------------- | ---- | ----- |
| Température minimale moyenne (°C)           | −9,8          | −10,2 | −8,5 | −5,9  | −1,3          | 2,2  | 4,4  | 5    | 1,9  | −1,3 | −6,3          | −8,9 | −3,2  |
| Température moyenne (°C)                    | −7,2          | −7,6  | −5,8 | −3,4  | 1,2           | 5,1  | 8,1  | 7,9  | 4,5  | 1    | −4            | −6,4 | −0,6  |
| Température maximale moyenne (°C)           | −4,4          | −4,9  | −3,2 | −0,9  | 3,7           | 8,2  | 11,5 | 11,3 | 7,5  | 3,6  | −1,5          | −3,7 | 2,3   |
| Nombre de jours avec gel                    | 30,9          | 28,1  | 30,8 | 28,7  | 19,2          | 9,1  | 2,8  | 2,7  | 8,7  | 18,3 | 27,8          | 30,5 | 237,6 |
| Ensoleillement (h)                          | 55            | 106   | 151  | 139   | 149           | 183  | 212  | 198  | 160  | 125  | 67            | 25   | 1 571 |
| Précipitations (mm)                         | 232           | 208   | 215  | 232   | 213           | 158  | 135  | 136  | 143  | 202  | 248           | 246  | 2 368 |
| Record de pluie en 24 h (mm) date du record | 146,7 1999/28 |       |      |       | 143,7 2010/30 |      |      |      |      |      | 159,6 1996/12 |      |       |
| Nombre de jours avec précipitations         | 13,6          | 12    | 14,3 | 14,9  | 16            | 13,2 | 12   | 12,3 | 10,9 | 12,3 | 13,3          | 14   | 158,8 |
| Humidité relative (%)                       | 66            | 68    | 75   | 81    | 82            | 77   | 75   | 76   | 78   | 76   | 72            | 68   | 74    |

## Pratique sportive

### Station de ski
De 1963 à 2010, le col du Grand-Saint-Bernard a abrité la station de ski de Super Saint-Bernard, qui exploitait trois remontées mécaniques atteignant des altitudes de 2 770 mètres près de la frontière suisse-italienne. La station a ouvert en coïncidence avec la construction du tunnel du Grand-Saint-Bernard, offrant un accès toute l'année au col de montagne historiquement significatif. Réputée pour ses chutes de neige fiables de 14 mètres annuellement et son terrain hors-piste difficile, Super Saint-Bernard est devenue une destination populaire pour les amateurs de freeride, avec notamment une piste s'étendant par-delà la frontière en Italie. 
Malgré sa réputation pour l'excellent ski dans la poudreuse, l'emplacement isolé et les conditions météorologiques extrêmes — incluant des vents forts fréquents dépassant 60 km/h — ont contribué aux défis opérationnels et aux coûts de maintenance élevés. La station a fermé définitivement en 2010 à la suite de difficultés financières et à l'incapacité de financer les mises à niveau d'infrastructure nécessaires, devenant l'une des « stations fantômes » de Suisse qui continue d'attirer les amateurs de ski de randonnée sur ses pentes abandonnées.

### Cyclisme

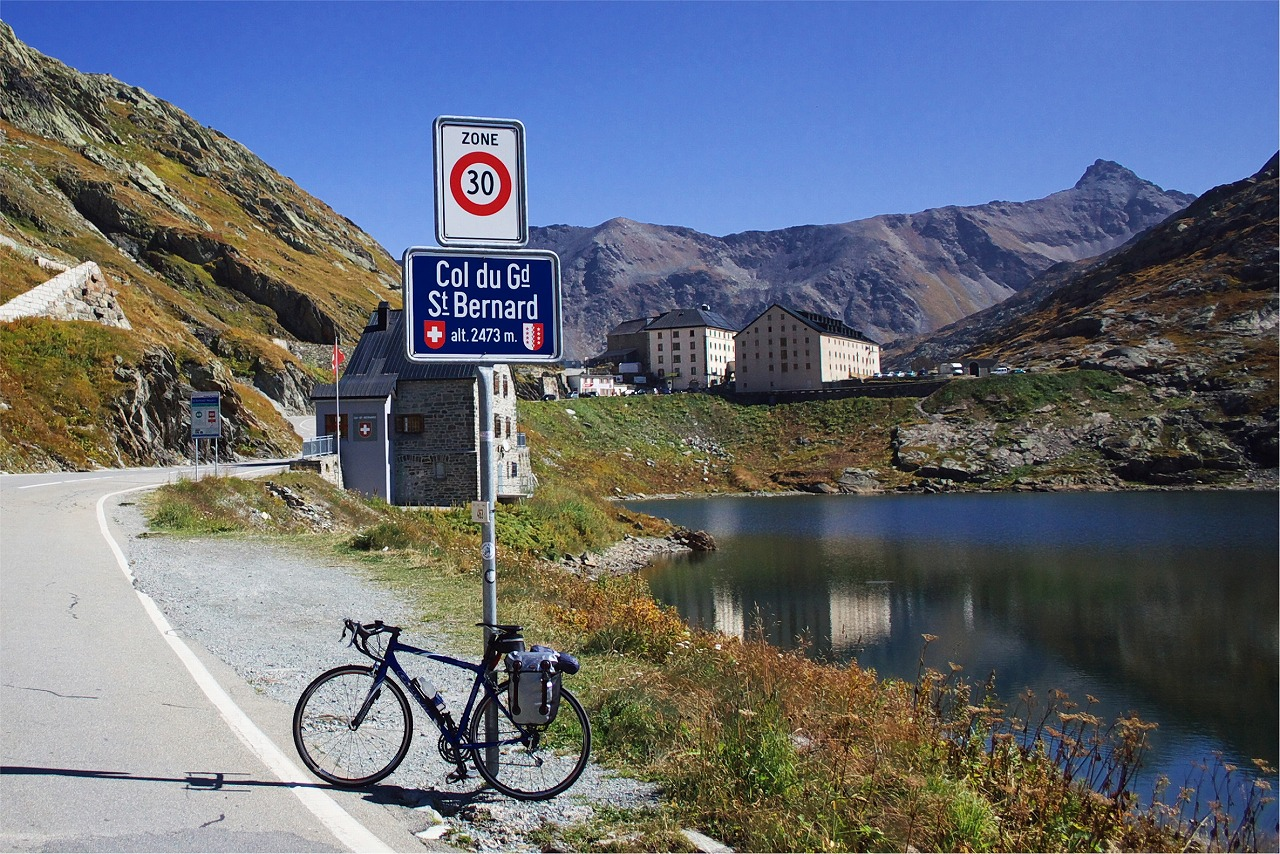
Panneau signalétique au col.

Le col du Grand-Saint-Bernard a été franchi à 5 reprises par le Tour de France. Il a été classé en 1re catégorie puis en hors catégorie en 2009, où il a constitué le point culminant de la course lors de la 16e étape et a été enchaîné pour la première fois depuis 1963 avec le col du Petit-Saint-Bernard. Voici les coureurs qui ont franchi le col en tête : l'Italien Gino Bartali en 1949, les Espagnols Carmelo Morales en 1959 et Federico Bahamontes en 1963, le Belge Martin Van Den Bossche en 1966 et l'Italien Franco Pellizotti en 2009. La 13e étape du Tour d'Italie 2023 prévoit de franchir le col classé en 1re catégorie et Cima Coppi (plus haut col du Tour d'Italie) pour la première fois, mais l'ascension est finalement annulée en raison d'importantes chutes de neige.